# Eryngium petiolatum
Eryngium petiolatum är en flockblommig växtart som beskrevs av William Jackson Hooker. Eryngium petiolatum ingår i släktet martornar, och familjen flockblommiga växter. Inga underarter finns listade i Catalogue of Life.